# Diócesis de Odienné
La diócesis de Odienné (en latín: Dioecesis Odiennensis y en francés: Diocèse d'Odienné) es una circunscripción eclesiástica de la Iglesia católica en Costa de Marfil. Se trata de una diócesis latina, sufragánea de la arquidiócesis de Korhogo. Desde el 30 de junio de 2022 su obispo es Alain Clément Amiézi.

## Territorio y organización
La diócesis tiene 51 220 km² y extiende su jurisdicción sobre los fieles católicos de rito latino residentes en el distrito de Denguélé y las regiones de Worodougou y Bafing del distrito de Woroba.
La sede de la diócesis se encuentra en la ciudad de Odienné, en donde se halla la Catedral de San Agustín.
En 2021 en la diócesis existían 24 parroquias.

## Historia
La diócesis fue erigida el 19 de diciembre de 1994 mediante la bula Ad aeternam provehendam del papa Juan Pablo II, derivando el territorio de las diócesis de Daloa, Korhogo (hoy arquidiócesis) y Man.

## Estadísticas
Según el Anuario Pontificio 2022 la diócesis tenía a fines de 2021 un total de 14 175 fieles bautizados.
| Año                                                                             | Población            | Población | Población      | Sacerdotes | Sacerdotes    | Sacerdotes    | Bautizados por sacerdote | Diáconos permanentes | Religiosos | Religiosos | Parroquias |
| Año                                                                             | Bautizados católicos | Total     | % de católicos | Total      | Clero secular | Clero regular | Bautizados por sacerdote | Diáconos permanentes | Varones    | Mujeres    | Parroquias |
| ------------------------------------------------------------------------------- | -------------------- | --------- | -------------- | ---------- | ------------- | ------------- | ------------------------ | -------------------- | ---------- | ---------- | ---------- |
| 1999                                                                            | 3713                 | 623 594   | 0.6            | 9          | 4             | 5             | 412                      |                      | 6          | 17         | 5          |
| 2000                                                                            | 3713                 | 623 594   | 0.6            | 14         | 9             | 5             | 265                      |                      | 6          | 17         | 5          |
| 2001                                                                            | 310                  | 560 000   | 0.1            | 10         | 6             | 4             | 31                       |                      | 8          | 18         | 6          |
| 2002                                                                            | 6700                 | 670 200   | 1.0            | 19         | 14            | 5             | 352                      |                      | 5          | 14         | 11         |
| 2003                                                                            | 6700                 | 670 200   | 1.0            | 14         | 5             | 9             | 478                      |                      | 9          | 15         | 8          |
| 2004                                                                            | 6700                 | 670 200   | 1.0            | 14         | 10            | 4             | 478                      |                      | 4          | 9          | 8          |
| 2013                                                                            | 7745                 | 795 000   | 1.0            | 29         | 13            | 16            | 267                      |                      | 16         | 15         | 20         |
| 2016                                                                            | 10 312               | 839 000   | 1.2            | 18         | 9             | 9             | 572                      |                      | 10         | 9          | 26         |
| 2019                                                                            | 13 500               | 906 000   | 1.5            | 19         | 6             | 13            | 710                      |                      | 19         | 10         | 29         |
| 2021                                                                            | 14 175               | 951 700   | 1.5            | 29         | 15            | 14            | 488                      |                      | 14         | 10         | 24         |
| Fuente: Catholic-Hierarchy, que a su vez toma los datos del Anuario Pontificio. |                      |           |                |            |               |               |                          |                      |            |            |            |

## Episcopologio
- Maurice Konan Kouassi (19 de diciembre de 1994-22 de marzo de 2005 nombrado obispo de Daloa)
- Jean Salomon Lezoutié (29 de julio de 2005-3 de enero de 2009 nombrado obispo coadjutor de Yopougon)
- Antoine Koné † (1 de julio de 2009-8 de mayo de 2019 falleció)
  - Sede vacante (2019-2022)[nota 1]
- Alain Clément Amiézi, desde el 30 de junio de 2022